# Абрикосовый сок

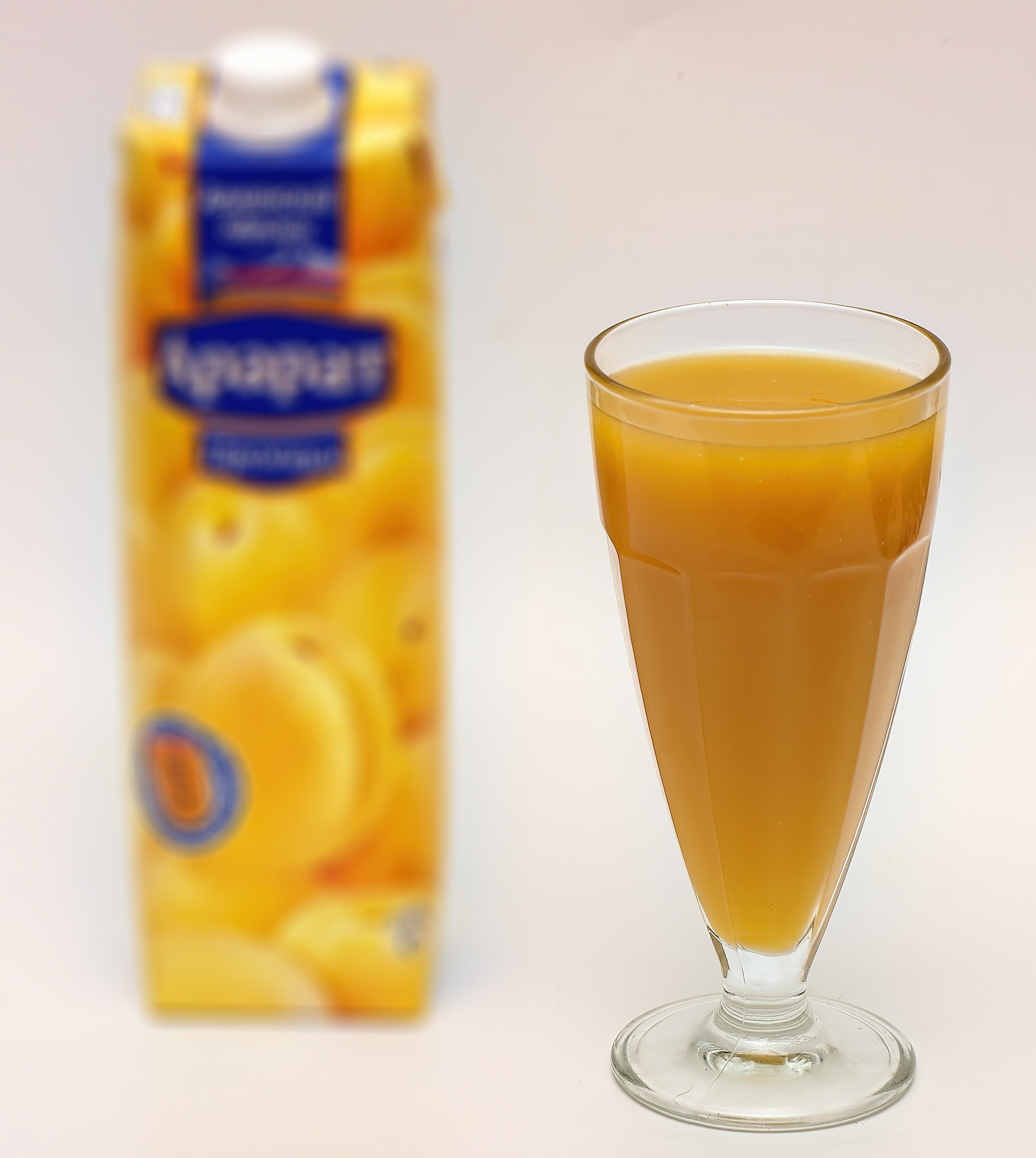
Абрикосовый сок

Абрикосовый сок — фруктовый сок из свежих зрелых абрикосов. Представляет собой полужидкую льющуюся однородную непрозрачную массу оранжево-жёлтого цвета с соответствующим приятным вкусом и запахом. Абрикосовый сок содержит каротин. В СССР абрикосовый сок выпускался высшего и первого сорта.
Для производства абрикосового сока наиболее подходят сорта абрикоса краснощёкий, никитский, ананасный, шиндахлан, которые имеют яркий оранжевый цвет мякоти и обладают сравнительно высокой кислотностью и хорошим ароматом. В промышленном производстве для получения абрикосового сока плоды промывают и ошпаривают, а затем протирают на протирочной машине или экстракторе. Мякоть при этом отделяется от кожицы и косточки. Полученную пюреобразную массу смешивают с 15%-ным сахарным сиропом в соотношении 1:1, фасуют в герметически укупориваемую стеклянную тару и стерилизуют. Добавление в абрикосовый сок красящих, ароматических и консервирующих веществ не допускается. В процессе тепловой обработки мякоти абрикоса с сахаром аромат усиливается, а цвет становится янтарным.